# こぼれる記憶の海で
『こぼれる記憶の海で』（原題:Little Fish）は2021年に公開されたアメリカ合衆国の恋愛映画である。監督はチャド・ハーティガン、主演はオリヴィア・クックとジャック・オコンネルが務めた。本作はアジャ・ガベルが2011年に発表した短編小説『Little Fish』を原作としている。
本作は日本国内で劇場公開されなかったが、2021年12月8日にデジタル配信が始まった。

## 概略
人間の記憶を破壊するウイルスが突如出現し、世界は未曽有の混乱に陥っていた。本作はそんな状況下でも愛を貫こうとする一組のカップル（エマとジュード）の姿を描き出していく。

## キャスト
- エマ：オリヴィア・クック
- ジュード：ジャック・オコンネル
- ベン：ラウル・カスティーヨ
- サマンサ：ソコ

## 製作・音楽
2019年3月6日、本作の主要キャストが発表された。11日、本作の主要撮影がカナダのバンクーバーで始まった。5月29日、キーガン・デウィットが本作で使用される楽曲を手掛けるとの報道があった。2021年2月5日、ミラン・レコーズが本作のサウンドトラックを発売した。

## 公開・興行収入
当初、本作は2020年4月17日にトライベッカ映画祭でプレミア上映される予定だったが、コロナ禍のために映画祭自体が延期となってしまった。9月24日、IFCフィルムズが本作の全米配給権を獲得したと報じられた。11月25日、本作のオフィシャル・トレイラーが公開された。2021年2月5日、本作は全米84館で封切られ、公開初週末に2万1555ドルを稼ぎ出し、週末興行収入ランキング初登場18位となった。

## 評価
本作は批評家から高く評価されている。映画批評集積サイトのRotten Tomatoesには76件のレビューがあり、批評家支持率は91%、平均点は10点満点で7.4点となっている。サイト側による批評家の見解の要約は「骨太な作品であるが、観客を感動させる作品に仕上がっている。『こぼれる記憶の海で』はパンデミック下で生きる1組のカップルのラブストーリーを通して、危機の時代を生きる人間の絆の強さを描き出している。」となっている。また、Metacriticには11件のレビューがあり、加重平均値は71/100となっている。